# Блу Риџ (Алабама)
Блу Риџ (енгл. Blue Ridge) насељено је место без административног статуса у америчкој савезној држави Алабама.

## Демографија
По попису из 2010. године број становника је 1.341, што је 10 (0,8%) становника више него 2000. године.
| Група             | 2000.         | 2010.         |
| Белци             | 1.270 (95,4%) | 1.256 (93,7%) |
| Афроамериканци    | 41 (3,1%)     | 36 (2,7%)     |
| Азијати           | 4 (0,3%)      | 12 (0,9%)     |
| Хиспаноамериканци | 7 (0,5%)      | 13 (1,0%)     |
| Укупно            | 1.331         | 1.341         |